# Никифоровская (Тарногский район)
Никифоровская — деревня в Тарногском районе Вологодской области. Административный центр Спасского сельского поселения и Верхнеспасского сельсовета.
Расстояние до районного центра Тарногского Городка по автодороге — 39 км. Ближайшие населённые пункты — Борок, Башевская, Спасский Погост, Федневская.
По переписи 2002 года население — 150 человек (68 мужчин, 82 женщины). Преобладающая национальность — русские (99 %).